# 波萊特·萊納特
波萊特·萊納特（Paulette Lenert，1968年5月31日—）是一名盧森堡律師和盧森堡社會工人黨政治人物，目前擔任盧森堡副首相、衛生部長、社會保障部長代表與消費者保護部長等職務。2018年12月5日至2020年2月4日，她曾擔任發展合作與人道主義事務部長。

## 生平
萊納特在盧森堡中學完成高中學業後，在1991年畢業於艾克斯-馬賽第三大學的私法與商法專業。之後她在1992年獲得倫敦大學的歐洲法碩士學位。
1992年，她成為盧森堡律師協會的律師。1994年，她成為司法部的一名司法專員。1997年至2010年，她是盧森堡行政法院的首席法官和副主席。2010年至2013年，她是團結經濟部長的第一任政府顧問。
2013年，她領導新成立的城市規劃與環境促進股。2013年內閣改組後，她作為首屆政府委員加入公務員部。2014年，她成為該部的總協調人。此外，她還被任命為國家公共管理學院的行政人員。她在進入政府時辭去了這些職務。
2018年12月5日，在大選結束後，萊納特成為民主黨、盧森堡社會工人黨和綠黨的聯合政府內的發展合作與人道主義事務部長與消費者保護部長。
2020年2月4日，在艾蒂安·施奈德辭職後，萊納特成為衛生部長。弗朗茨·法約特（Franz Fayot）在同一天接替發展合作與人道主義事務部長的職務。
萊納特目前居住在盧森堡東南部的蒙多夫萊班。